# Acolastus
Acolastus là một chi bọ cánh cứng trong họ Chrysomelidae.
Chi này được miêu tả khoa học năm 1855 bởi Gerstaecker.

## Các loài
Các loài trong chi này gồm:
- Acolastus afghanicus (Medvedev, 1978)
- Acolastus albopilosus (Tang, 1992)
- Acolastus altaicus (Medvedev & Voronova, 1977)
- Acolastus anthracinus (Lopatin, 1976)
- Acolastus apicenotatus (Chobaut, 1899)
- Acolastus arabicus (Lopatin, 1982)
- Acolastus atasicus (Medvedev & Voronova, 1977)
- Acolastus atraphaxidis (Lopatin, 1960)
- Acolastus badakshanicus (Lopatin, 1967)
- Acolastus baeckmanni (Jacobson, 1917)
- Acolastus balchaschensis (Lopatin & Kulenova, 1982)
- Acolastus batangensis (Tang, 1992)
- Acolastus beirensis Schoeller, 2000
- Acolastus brunneomaculatus (Pic, 1896)
- Acolastus buettikeri (Lopatin, 1983)
- Acolastus calcaratus Schoeller, 2001
- Acolastus caroli (Marseul, 1884)
- Acolastus cochlearis Schoeller, 2006
- Acolastus confusus Schoeller, 2006
- Acolastus costatus (Medvedev & Sprecher-Uebersax, 1999)
- Acolastus cribripennis (Pic, 1924)
- Acolastus darvazicus (Lopatin, 1975)
- Acolastus denticollis (Medvedev, 1989)
- Acolastus denticulatus (Medvedev, 1996)
- Acolastus dzhungarus (Lopatin, 1976)
- Acolastus furcatus Scholler, 2000
- Acolastus furthi (Lopatin in Lopatin & Konstantinov, 1994)
- Acolastus georgicus (Lopatin, 1986)
- Acolastus glabratus (Lopatin, 1985)
- Acolastus gobicus (Medvedev & Voronova, 1977)
- Acolastus gobustanus (Lopatin, 1992)
- Acolastus granulatus (Berti & Doguet, 1994)
- Acolastus gurjevae (Lopatin, 1968)
- Acolastus hauseri (Weise, 1887)
- Acolastus hebraeus (Sahlberg, 1913)
- Acolastus hoberlandti (Lopatin, 1980)
- Acolastus iliensis (Lopatin, 1967)
- Acolastus indicus (Lopatin, 1997)
- Acolastus inopinatus (Lopatin, 1992)
- Acolastus insularis (Lopatin, 1987)
- Acolastus intermedius (Lopatin, 1968)
- Acolastus iranicus (Lopatin, 1980)
- Acolastus issykensis (Lopatin, 1992)
- Acolastus ivanovi (Jacobson, 1925)
- Acolastus jacobsoni (Lopatin, 1968)
- Acolastus jelineki (Lopatin, 1985)
- Acolastus justi Schoeller, 2000
- Acolastus karakirgiza (Jacobson, 1925)
- Acolastus karatavicus (Lopatin, 1976)
- Acolastus karateginus (Lopatin, 1992)
- Acolastus kaszabi (Lopatin, 1968)
- Acolastus khnzoriani (Lopatin, 1976)
- Acolastus korotyaevi (Lopatin, 1992)
- Acolastus kryzhanovskii (Lopatin, 1976)
- Acolastus kuramensis (Lopatin, 1997)
- Acolastus leae Scholler, 1999
- Acolastus limbatus (Lopatin, 1992)
- Acolastus lopatini (Medvedev & Voronova, 1977)
- Acolastus lugubris (Berti & Rapilly, 1973)
- Acolastus lygaeus (Jablokov-Khnzorian, 1965)
- Acolastus mandli (Lopatin, 1967)
- Acolastus margaritae (Lopatin, 1997)
- Acolastus medvedevi (Lopatin, 1977)
- Acolastus mesopotamicus (Lopatin, 1996)
- Acolastus minimus (Jacobson, 1917)
- Acolastus mirandus (Lopatin, 1980)
- Acolastus miscellus (Berti & Rapilly, 1973)
- Acolastus mogoltavicus (Lopatin, 1992)
- Acolastus mongolicus (Lopatin, 1971)
- Acolastus muelleri Schoeller, 2006
- Acolastus murinus (Lopatin, 1961)
- Acolastus nama Schoeller, 2006
- Acolastus nanus (Lopatin, 1976)
- Acolastus nigrifrons (Jacobson, 1917)
- Acolastus nigrolineatus (Bryant, 1944)
- Acolastus nuratavicus (Lopatin, 1992)
- Acolastus ochraceus (Lopatin, 1966)
- Acolastus ophthalmicus (Lopatin, 1997)
- Acolastus pallidus (Lopatin, 1956)
- Acolastus pardalis Schoeller, 2000
- Acolastus personatus Schoeller, 2000
- Acolastus pici (Lopatin, 1985)
- Acolastus poecilopterus (Suffrian, 1860)
- Acolastus postfasciatus (Lopatin, 1975)
- Acolastus praevius (Suffrian, 1857)
- Acolastus przevalskii (Lopatin, 1992)
- Acolastus regeli (Jacobson, 1898)
- Acolastus reichmuthi Schoeller, 2006
- Acolastus rubiginosus (Suffrian, 1860)
- Acolastus rufus (Lopatin, 1980)
- Acolastus rufus (Lopatin, 1980)
- Acolastus rugosus Schoeller, 2006
- Acolastus semenovi (Jacobson, 1917)
- Acolastus seravschanicus (Lopatin, 1960)
- Acolastus sexstriatus Schoeller, 2000
- Acolastus shahristanus (Lopatin, 1987)
- Acolastus similis (Lopatin, 1976)
- Acolastus sogdianus (Lopatin, 1992)
- Acolastus soomaaliensis Scholler, 1999
- Acolastus spitameni (Lopatin, 1990)
- Acolastus substriatus (Medvedev, 1996)
- Acolastus tadzhibajevi (Lopatin, 1975)
- Acolastus tadzhicus (Lopatin, 1968)
- Acolastus tatianae (Lopatin, 1983)
- Acolastus theryi (Chobaut, 1896)
- Acolastus tsaganicus (Medvedev, 1980)
- Acolastus velutinus (Lopatin, 1967)
- Acolastus volkovitshi (Lopatin, 1986)
- Acolastus wittmeri (Lopatin, 1979)
- Acolastus x-signatus (Lopatin, 1985)
- Acolastus zaissanicus (Lopatin, 1967)
- Acolastus zarudnyi (Jacobson, 1917)
- Acolastus zeravschanicus (Lopatin, 1960)
- Acolastus zurstrasseni Schoeller, 2006